# György Kalmár
Pour les articles homonymes, voir Kalmar (homonymie).
György Kalmár (né en 1913 en Autriche-Hongrie et mort en 1986 en Hongrie) est un joueur et entraîneur de football hongrois.
Il est surtout connu pour sa période professionnelle dans le nord de la France, ainsi que pour avoir terminé meilleur buteur du championnat de Hongrie durant la saison 1942 avec 35 buts.